# John Webb Dillon
John Webb Dillon (6 de fevereiro de 1877 – 20 de dezembro de 1949) foi um ator britânico. Ele atuou eu 89 filmes mudos entre 1911 e 1947. Foi casado com Catherine Urlau.
John nasceu em Londres, Inglaterra.

## Filmografia selecionada
- Romeo and Juliet (1916)
- The Darling of Paris (1917)
- The Tiger Woman (1917)
- Heart and Soul (1917)
- The House of Hate (1918)
- Joan of Plattsburg (1918)
- Trailed By Three (1920)
- The Inner Chamber (1921)
- Speed (1922)
- Tiger Thompson (1924)
- The Seventh Bandit (1926)
- Snowed In (1926)
- The House Without a Key (1926)
- The Trail of the Tiger (1927)
- The Tiger's Shadow (1928)
- Dry Martini (1928)
- The Black Book (1929)
- Sally of the Subway (1932)